# Церия
Церия е най-високият връх в старопланинския дял Мала планина. Височината му е 1234,1 м.
На върха се намират най-старите по възраст скали в България.

## Легенда
Според легендите престоят на върха има целебна сила.